# Psychothriller (Verlag)
Die Psychothriller GmbH ist ein deutscher Verlag für E-Books mit Sitz in Mühltal bei Darmstadt. Anfänglich wurden zwischen 2009 und 2012 Hörbücher und Hörspiele produziert.

## Geschichte und Programm
Im Jahre 2009 gründete der Hörspielautor und -produzent Ivar Leon Menger seinen eigenen Hörbuchverlag, der sich auf die Produktion von Hörbüchern aus den Bereich Krimi, Thriller und Suspense spezialisiert hat. Grund war die Veröffentlichung der eigenen Thrillerserie Darkside Park als Hörbuch, die Menger zusammen mit den Autoren Hendrik Buchna, Christoph Zachariae, John Beckmann, Simon X. Rost und Raimon Weber als 18-teilige Serie konzipiert und geschrieben hat. Die Lauscherlounge hatte zuvor die ersten drei Folgen produziert, stellten jedoch die weitere Produktion nach einem Jahr ein, da der Absatz von 300 CD-Boxen zu gering war. Daraufhin kaufte Menger die Rechte der Serie zurück und entschloss sich diese auf eigene Kosten im eigenen Verlag zu Ende zu produzieren.
Es folgten mit Terminal 3 eine weitere Hörbuchserie und mit Böses Ende auch eine Hörspielproduktion. Da jedoch das Interesse der Buchhändler an den Produktionen der Psychothriller GmbH zu gering war, entschloss man sich 2010 auf den reinen Downloadvertrieb zu konzentrieren.
Im Oktober 2011 wurde das Produktsortiment durch die Publikation von E-Books erweitert. Im Oktober 2012 erschien mit dem Hörbuch Die Narbe von Patrick Roche die letzte Hörbuchproduktion. Aufgrund der hohen Produktionskosten und den zu geringen Erlösen aus dem Downloadvertrieb musste die Hörbuchproduktion eingestellt werden. Seither ist die Psychothriller GmbH ein Verlag für E-Books und Printausgaben.

### Hörbücher / Hörspiele
Als erstes Werk wurde die 18-teilige Hörbuchproduktion Darkside Park veröffentlicht.
| Titel         | Typ                        | Regie                                                                   | Jahr      |
| ------------- | -------------------------- | ----------------------------------------------------------------------- | --------- |
| Darkside Park | Hörbuch (18-teilige Serie) | Ivar Leon Menger, Oliver Rohrbeck, Christoph Zachariae, Tommi Schneefuß | 2009–2010 |
| Terminal 3    | Hörbuch (Serie)            | Ivar Leon Menger                                                        | 2010      |
| Böses Ende    | Hörspiel                   | Sven Stricker                                                           | 2011      |
| Die Narbe     | Hörbuch                    | Patrick Roche                                                           | 2012      |

### E-Books
Neben den Skriptbuchveröffentlichungen der Hörproduktionen Plan B, welches als Hörspiel bei der Lauscherlounge erschien, und der Hörbuchserie Darkside Park, werden Romane verschiedener Autoren (u. a. von Raimon Weber) als E-Book veröffentlicht.
Mit der Serie Von Lichtwiese nach Dunkelstadt (als Hörspiel unter dem Titel Dodo) wurde erstmals ein Stoff aus dem Bereich Fantasy/Märchen herausgebracht. Die Serie war ursprünglich als Hörspiel konzipiert, musste jedoch aufgrund von Meinungsverschiedenheiten zwischen dem Regisseur Jan-David Rönfeldt und dem Label Lauscherlounge vorerst eingestellt werden. Vier Folgen sind bis 2009 erschienen. Damit die Serie noch ein Ende findet, entschloss sich Autor Ivar Leon Menger zusammen mit John Beckmann die Handlung in Form eines E-Book-Romans weiterzuführen. Die Serie umfasst insgesamt sieben Bände bzw. einen Sammelband.
2012 erfolgte mit Menschenhunger der Start der Mystery-Thriller-Serie Die mysteriösen Fälle des Mr. Ondragon von Anette Strohmeyer. Mit Porterville ist 2013 ein Spin-off von Darkside Park als 18-teilige Serie erschienen. Im Dezember 2013 wurden die ersten sechs Folgen als Hörbuch vom Label Folgenreich (Universal Music) veröffentlicht.
Auch Terminal 3 wird als E-Book-Serie fortgeführt. Zudem hat Bastei Lübbe im Januar 2014 die ersten Bände als Taschenbuch veröffentlicht.
Seit Herbst 2013 werden Romane der US-amerikanischen Schriftsteller Shirley Jackson (Gesamtwerk), Ira Levin (Gesamtwerk) und James Kahn (Die Goonies) als deutschsprachige E-Book-Ausgaben verlegt.

## Auszeichnungen
- Ohrkanus
  - Innovationspreis für Darkside Park, 2010
  - Beste Sprecherin Lesung für Nana Spier in Darkside Park, 2010
  - Bestes Newcomer-Label, Publikumspreis, 2011
  - Bestes Hörbuch, Erwachsene für Darkside Park (Staffel 3), 2011
- Hörspiel-Award
  - Hörbuch des Monats für Darkside Park, April 2009
  - Beste Lesung 2009 für Darkside Park, 2010
  - Gold: Die besten der Besten aus 10 Jahren für Darkside Park, 2011
- hörBücher Magazin
  - Prädikat: Sehr gut für Darkside Park, 2009